# Reserva Nacional del Pont Terrestre de Bering
La Reserva Nacional del Pont Terrestre de Bering (Bering Land Bridge National Preserve) està situada a la península de Seward a la remota costa oest d'Alaska (Estats Units). Constitueix un romanent del pont de terra que proporcionava comunicació entre l'Àsia i l'Amèrica del Nord fa més de 13.000 anys. La reserva protegeix una abundància de recursos paleontològics i arqueològics. A més, una gran població d'aus migratòries nien dins dels límits de la reserva. Tot i que aquests són rars a l'Àrtida, els visitants poden gaudir de cràters d'explosió i fluxos de lava.